# Alfred Lehner (Manager)
Alfred Lehner (* 1936 in Schwarzenbach an der Saale) ist ein deutscher Bankmanager und ehemaliger Präsident des TSV 1860 München.

## Werdegang
Lehner begann seine Laufbahn als Sparkassenangestellter. 1977 wurde er Vorstandschef der Münchner Stadtsparkasse und sieben Jahre später Vorstandsmitglied der Bayerischen Landesbank (BayernLB).
Beim TSV 1860 München begann er 1983 als Mitglied des Verwaltungsbeirats, seit 2003 war er Vorsitzender des Aufsichtsrats. Vom März 2006 bis 28. März 2007 war Lehner Präsident beim TSV 1860 München.
Im März 1997 begann in Thailand eine Finanzkrise; sie griff auf mehrere asiatische Länder über („Asienkrise“) bekannt. Die Bayerische Landesbank verlor dabei etwa 1,3 Milliarden DM. Gleichwohl stieg Lehner, damals Asienchef der Bank, im März 1998 zum Vorstandschef der BayernLB.
Im August 1999 wird bekannt, dass etwa 800 Millionen der 1,3 Milliarden DM dadurch verloren gingen, dass die Filiale Singapur Kredite ausreichte und dabei – offenbar wertlose – Aktien zu 100 Prozent belieh. Verantwortlicher Verwaltungsratschef war damals Erwin Huber.
Im Jahr 2000 wurden weitere Mängel der Filiale in Singapur bekannt; Bayerns Finanzminister Kurt Faltlhauser drängte Lehner zum Rücktritt.
Im Februar 2001 wurde öffentlich bekannt, dass das Bundesaufsichtsamt für das Kreditwesen Lehner mit Abberufung drohte, sollte er nicht freiwillig zurücktreten. Das Amt warf ihm mangelnde fachliche Eignung vor. Lehner, der bis November 2001 im Amt bleiben wollte, erklärte seinen vorzeitigen Rücktritt zum 31. Mai 2001. Sein Nachfolger wurde Werner Schmidt (Manager).
Ein Ermittlungsverfahren der Staatsanwaltschaft wegen Untreue wurde eingestellt, nachdem Lehner 45.000 Euro gezahlt hatte.
Der Medienunternehmer Leo Kirch erhielt (nachdem die HypoVereinsbank abgelehnt hatte – wegen zu geringer Sicherheiten) von der BayernLB einen Kredit über etwa 1,6 Milliarden Dollar, um in die Rennsportserie Formel 1 einsteigen zu können. Im Februar 2001 bekam Kirch die Zusage von der BayernLB. Zunächst stimmte der Vorstand zu; dann auch der Kreditvergabeausschuss (darunter sieben bayerische Minister).